# Плита (конструкція)
Плита́ у будівельній механіці — пластина, навантажена перпендикулярно до її площини і яка працює переважно на згин з власної площини.

## Основні визначення
Площина, що ділить товщину пластини навпіл, називається серединною площиною плити. Поверхня, у яку переходить серединна площина в результаті її згинання, називається серединною поверхнею плити. Плита, товщина якої більше ніж у 5 разів менша від величини її прогону, уздовж якого виникають найбільші згинальні моменти, називається тонкою у протилежному випадку йдеться про товсту плиту.

## Класифікація плит
- За формою у плані: багатокутні (трикутні, прямокутні та інші), круглі (суцільні, кільцеві), довільної форми.
- За формою вертикального перетину — плоскі, ребристі (з ребрами жорсткості, розташованими в одному або у декількох напрямах).
- За відносною товщиною: тонкі і товсті.

## Особливості розрахунку плит
Прямокутна плита, що спирається по двох протилежних сторонах і навантажена симетрично до вільних (що без опори) сторін, деформується при згинанні по циліндричній поверхні. Така плита називається балковою й розраховується методами розрахунку балок.
Інші види плит в умовах дії на них поперечного навантаження згинаються у двох напрямках. Тонка плита може розраховуватись на базі технічної теорії згинання пластин. У товстих плитах зсувні напруження у вертикальних перерізах плити приводять до суттєвого спотворення нормалей до серединної поверхні при деформуванні плити. Тому товсті плити розраховуються уточненими методами без використання гіпотез технічної теорії згинання пластин.